# Luciana Martins
Luciana de Lima Martins (* 1963 in Alegrete) ist eine brasilianische Kulturwissenschaftlerin.
Martins studierte Architektur und promovierte in Geographie an der Bundesuniversität von Rio de Janeiro. Seit 2003 unterrichtet sie am Birkbeck College in London und war dort Direktorin des Centre for Iberian and Latin American Visual Studies.
Ihre bekannteste Publikation ist Tropical visions in an age of empire.